# 偏
偏（へん）とは、漢字の構成要素の一つである偏旁のうち主に左側に置かれるものの総称。部首として採用された偏は、全ての部首の中で最も種類が多く、偏を部首とする漢字は、全ての漢字の過半数を占める。常用漢字表においても、偏を部首とする漢字が占める割合は過半数である。
また、成り立ちは形声文字（片方で音、片方で意味を表す漢字）が大半を占め、ほかに会意文字がある。
表記する際は平仮名で書かれる場合と、漢字を使う場合がある。

## 部首となる偏の種類

### 常用漢字数50以上

#### さんずい
さんずい。「海」「湖」「沼」など。さんずいへんとも呼ぶが、慣例的にさんずいと呼ぶことが多い。漢字で書くと『三水』であり、三の字に似ていることから名付けられた。形は水の流れを象形化したもの。水に関する地形や水の性質、動態に関する漢字が集められている。大漢和辞典での収載では全部で1700字以上存在し、偏の中では最も字数が多い。また、常用漢字数は112であり、これは常用漢字としてはすべての部首で最も多い。変則「準」。除外「酒」→酉部。
- 常用漢字： 汁 氾 汚 汗 江 池 汎 汽 決 沙 汰 沢 沖 沈 没 沃 泳 沿 河 泣 況 治 沼 注 泥 波 泊 泌 沸 法 泡 油 海 活 洪 浄 津 浅 洗 洞 派 洋 消 浸 浜 浮 浦 浴 流 涙 浪 淫 液 涯 渇 渓 混 済 渋 淑 渉 深 清 淡 添 涼 温 渦 減 湖 港 滋 湿 測 渡 湯 満 湧 湾 滑 漢 源 溝 準 滞 滝 溺 漠 滅 溶 演 漁 漆 漸 漬 滴 漂 漫 漏 潰 潟 潔 潤 潜 潮 澄 激 濁 濃 濯 濫 瀬
- 主な表外字： 汀 汝 汐 汲 沁 沌 沐 沽 泄 沫 洩 洒 洲 浣 浩 浙 涎 涅 浬 涵 涸 淳 渚 淀 淘 淋 渥 湮 淵 渠 渾 湘 渫 湊 湛 溢 滓 溜 滲 漕 漱 漲 漉 漑 溌 澹 澱 澪 濠 濡 濤 瀉 瀑 濾 瀞 瀕 瀝 灌 瀟 瀾 灘 など

#### にんべん
にんべん。「仁」「休」「個」など。「人」の字から来ており、主に人間や人の動作に関する漢字が集められている。常用漢字数90で、教育漢字がその約半数を占め、教育漢字では上記のさんずいを凌ぎ、最も多い。除外「化」→匕部。
- 常用漢字： 仁 仏 仕 仙 他 代 付 仮 伎 休 仰 件 仲 伝 任 伐 伏 位 何 佐 作 伺 似 住 伸 体 但 低 伯 伴 依 価 佳 供 使 侍 侮 併 例 係 侯 俊 信 侵 促 俗 便 保 侶 俺 倹 個 候 借 修 値 倒 俳 倍 俵 倣 俸 倫 偽 偶 健 側 停 偵 偏 偉 備 傍 僅 傾 傑 債 催 傷 僧 働 像 僕 僚 億 儀 傲 儒 償 優
- 主な表外漢字： 仇 什 仗 仆 仔 伊 伍 伽 佇 佚 佃 佑 伶 侃 侑 侘 倚 侠 俄 俚 俐 倶 倦 俯 倭 倖 偲 傭 僑 僻 儘 儚 儲 など

#### てへん
てへん。「指」「打」「拝」など。手や手を使う動作に関する漢字を集め、人体を表す偏では最も字数が多い。常用漢字数86。
- 常用漢字： 打 払 扱 技 抗 抄 折 択 投 把 抜 批 扶 抑 押 拐 拡 拠 拒 拘 招 拙 拓 担 抽 抵 拝 拍 披 抱 抹 拉 括 挟 拷 拶 指 持 拾 拭 挑 挨 挫 振 捜 挿 捉 捗 捕 掛 掘 掲 控 採 捨 授 推 据 接 措 掃 探 排 描 捻 握 援 換 揮 提 搭 揚 揺 携 搾 摂 損 搬 摘 撮 撤 撲 操 擁 擬 擦
- 主な表外字： 托 扮 抉 拌 拇 抛 拗 按 拮 拱 拵 挺 捏 捌 挽 掩 掬 捷 掟 捺 捧 掠 揆 揉 揃 揶 揄 掻 掴 摺 撒 撰 撞 撓 撥 撫 撼 撻 擂 擢 擾 擲 擽 攪 攫 など

#### ごんべん
ごんべん。「記」「試」「誘」など。言葉や話しかける動作に関する漢字に使われる。常用漢字数63。
- 常用漢字： 計 訂 訃 記 訓 託 討 許 訟 設 訪 訳 詠 詐 詞 証 詔 診 訴 評 該 詰 誇 詣 詩 試 詳 誠 詮 話 語 誤 誌 説 読 認 誘 謁 課 諸 請 諾 誕 談 誰 調 論 諧 諮 諦 謀 諭 謡 謹 謙 講 謝 謎 識 譜 議 護 譲
- 主な表外字：訊 訛 訝 訣 訥 詛 註 詭 詢 詫 誅 誂 誑 誦 誼 諏 諄 誹 諒 諳 謂 諤 諫 謔 諺 諜 諷 謐 謗 謳 謬 譚 讃 讒 など

#### きへん
きへん。「桜」「株」「柱」など。木や植物、木を材質とした道具に関する漢字を集める。常用漢字数61。全ての中では偏の中で「さんずい」に次いで字数が多い。除外「相」→目部。
- 常用漢字： 札 机 朽 朴 材 杉 村 枝 松 枢 析 杯 板 枚 枕 林 枠 柿 枯 柵 柱 柄 栃 柳 桜 格 核 株 桁 校 根 桟 栓 桃 梅 梗 械 椅 棺 棋 極 検 植 棚 椎 棟 棒 楷 楼 概 構 模 様 横 権 槽 標 機 橋 樹 欄
- 主な表外字： 杖 杣 杜 杭 杵 杷 枇 枷 柑 柩 柘 柊 栂 柏 柾 柚 桓 桂 椛 梳 桐 桔 梱 梓 梢 梯 梃 桶 棍 椒 棲 棹 椋 椀 楯 楔 楕 椿 楠 楓 椰 楢 楊 榎 榊 榛 槙 槍 槌 榧 榜 樫 槻 樟 樋 樺 橘 樽 橙 檜 檎 檄 檀 檻 櫃 櫂 櫛 櫓 欅 など

#### いとへん
いとへん。「組」「織」「縄」など。織物や糸に関する漢字に使われ、派生的な意味を持つ漢字も多い。常用漢字数54。
- 常用漢字： 紀 級 糾 紅 約 紙 純 納 紛 紡 紋 経 紺 細 終 紹 紳 組 絵 給 結 絞 絶 統 絡 継 絹 続 維 綱 緒 総 綻 綿 網 緑 練 縁 緩 縄 線 締 編 緯 縦 緻 縛 縫 縮 績 繊 織 繕 繰
- 主な表外字： 紆 紗 紐 紬 絆 絢 絨 絣 綺 綽 綬 綜 綻 綴 緋 綾 縅 緘 縞 緻 縋 縷 縺 繞 繚 繹 繍 纏 など

### 常用漢字数20以上

#### りっしんべん
りっしんべん。「情」「慌」「憧」など。漢字で『立心偏』と書き、心という文字を図案化。人の心情や気持ちを表す漢字を集める。中でも「恐れ」「憂い」など強い感情を表すものが多い。常用漢字数31だが、教育漢字ではわずか4しかない。心部に属し、同部では「感」「想」などの「こころ」、「慕」などの「したごころ」がある。
- 常用漢字： 忙 快 怪 性 怖 悔 恒 恨 悦 悟 悩 惧 惨 情 惜 悼 慌 惰 愉 慄 慨 慎 慣 憎 慢 憬 憧 憤 憶 懐 憾
- 主な表外字： 忸 怏 怯 怩 怜 恰 恍 恫 悍 悛 悋 悸 惚 悴 悧 愕 愴 慟 憔 憚 憫 憮 懊 憺 憐 懦 懺 など

#### にくづき
にくづき。「臓」「腸」「肺」など。肉を崩した偏で、肉体に関する漢字を表す。常用漢字数31。字によっては脚の部分に来ることもある（「腎」「膚」など）。肉部に属する。つきへんとは同じ偏の形だが、異なる部首である。月部を除く除外「勝」→力部 、「謄」→言部、「豚」→豕部、「騰」→馬部
- 常用漢字： 肌 肝 肘 股 肢 肥 肪 胎 胆 肺 胞 胸 脂 胴 脈 脇 脚 脱 脳 腕 腫 腺 腸 腹 腰 膜 膝 膳 臆 膨 臓
- 主な表外字： 肋 肛 胚 胱 脆 脛 腋 腔 脹 脾 腑 腱 腿 膀 膠 膵 膣 膾 膿 臍 など

#### かねへん
かねへん。「銀」「鉄」「針」など。金属や金物に関する漢字に使われ、字数は非常に多い。常用漢字数31（改定によって《銑・錘》の2字は削除）。中国では金属元素の部首にもなることもある。除外「欽」→欠部。
- 常用漢字： 針 釣 鈍 鉛 鉱 鉄 鉢 鈴 銀 銃 銭 銅 銘 鋭 鋳 錦 錮 鋼 錯 錠 錬 録 鍛 鍵 鍋 鎌 鎖 鎮 鏡 鐘 鑑
- 主な表外字： 釘 釧 鉤 鉈 鉋 銑 銛 銚 鉾 鋏 鋲 鋒 鋤 鋸 錫 錆 錐 錘 錚 鍬 鍾 鍼 鍮 錨 鎧 鐸 鑢 鑽 など

#### こざとへん
こざとへん。「限」「陽」「陵」など。部首部分は「阜」という字を崩したものであり、盛り上がった部分（丘）を示す。常用漢字数30。なお、「邑」を崩した旁（部、都など）は「おおざと」と呼ばれる。
- 常用漢字： 阪 防 阻 附 限 院 陥 降 除 陣 陛 陰 険 陳 陶 陪 陸 隆 陵 階 隅 随 隊 陽 隔 隙 隠 際 障 隣
- 主な表外字： 阿 陋 隋 隈 隘 隕 隧 など

#### つちへん
つちへん。「場」「堀」「堤」など。土や土地、土で作られた物事に関する漢字を表す。常用漢字数30。
- 常用漢字： 地 均 坑 坂 坊 坪 垣 城 埋 域 埼 堆 培 堀 堪 場 塚 堤 塔 塀 塩 塊 填 境 増 墳 壊 壌 壇
- 主な表外字： 址 坏 坦 垢 埃 埒 埴 埠 堰 堺 堵 塙 墟 壕 壜 𡋗 など

#### おんなへん
おんなへん。「婦」「姉」「好」など。女性の特性や特徴に関する字を集め、「奴」や「婿」など男性に関する字も含め、血縁、姻戚関係を示す字も見られる。常用漢字数 28。
- 常用漢字： 奴 好 如 妃 妖 妊 妨 妙 姉 始 姓 妬 妹 姻 娯 娠 姫 娘 婚 媛 婦 婿 媒 嫁 嫌 嫉 嫡 嬢
- 主な表外字： 奸 妓 姑 姐 姪 娃 姥 娩 婉 娼 媚 嬉 嬌 嬪 など

#### くちへん
くちへん。「呼」「吸」「唱」など。人間、生物などの口の動作に関する字や擬音語が集まっており、字数は非常に多い。常用漢字数 27。除外「鳴」→鳥部。
- 常用漢字： 叱 吸 叫 吐 吟 吹 咽 呼 味 咲　唄 唆 哺 喝 唱 唾 唯 喚 喉 喩 喫 嗅 嘆 嘲 嘱 噴 嚇
- 主な表外字： 叶 叩 吋 吠 吻 呵 呟 呻 咀 咄 咳 哨 啄 哩 唖 啜 啖 唸 喀 喰 喧 喘 喋 嗚 嘩 嗟 嗄 嗜 嗤 嗾 嘘 嘴 噌 噂 噤 噺 噛 嚥 嚼 囁 囃 嘯 など

#### のぎへん
のぎへん。「稲」「私」「秋」など。禾とは穀物の穂先のことであり、穀物に関する言葉を表す。常用漢字数 21 。除外「和」→口部、「利」→刀部。また、「秘」の旧字体は「しめすへん」（祕）である（今日では「のぎへん」に含むのが普通）。
- 常用漢字： 私 科 秋 秒 称 租 秩 秘 移 税 程 稚 種 稲 稼 稿 稽 穂 穏 積 穫
- 主な表外字： 秤 稀 稔 稠 稜 穣 穢 など

### それ以外の主な偏
ぎょうにんべん
「徳」「往」「御」など。通路、人が行うべき道に関する字を表す。常用漢字数 19 。なお、「行人偏」の名は、行という字から来ているが、「行」は「ぎょうがまえ」の親字であり、異なる部首（→行部参照）である（但し、『新漢語林』など一部辞書において同グループ化しているものも見られる）
- 常用漢字： 役 往 径 征 彼 後 待 律 従 徐 徒 得 御 循 復 微 徴 徳 徹
- 主な表外字： 彷 彿 徊 徘 徨 など

にちへん・ひへん
「晴」「映」「明」など。太陽や天体、気象、暦に関する字を表す。常用漢字数 15 。また、ひへん（火偏）と区別するために、「にちへん」とする辞典も多い。
- 常用漢字： 旺 明 昧 映 昨 昭 時 暁 晴 晩 暗 暇 暖 曖 曜
- 主な表外字： 昵 晒 晰 晦 曙 曝 など

いしへん
「研」「磁」「砂」など。石の性質や状態、石を用いた道具に関する字を表す。常用漢字数 13。中国では非金属の固体元素を示す固有の漢字が見られる。
- 常用漢字： 研 砂 砕 破 砲 硬 硝 硫 磁 碑 確 礁 礎
- 主な表外字： 砌 砥 砧 硯 碍 碓 碇 碗 碩 磋 磯 礫 など

けものへん
「猿」「猫」「犯」など。犬部に属し、「犬」という字を崩したものであり、獣に関する字を表す。罪人や心理状態などを表す字も見られる。常用漢字数 13。
- 常用漢字： 犯 狂 狙 狭 狩 独 猫 猛 猟 猶 猿 獄 獲
- 主な表外字： 狆 狗 狛 狢 狐 狡 狽 狸 狼 猜 猪 猥 猾 獅 獪 獰 など

かいへん
「財」「貯」「賭」など。古くは貝が財貨に用いられたことから、お金に関する漢字が集まっている。常用漢字数 13 。その他、貝の部では脚となる字が多い。頁（おおがい）に対してこがいと呼ぶことがある。除外「則」→刀部、「敗」→攴部
- 常用漢字： 財 販 貯 貼 賊 賂 賄 賜 賠 賦 賭 購 贈
- 主な表外字： 貶 賑 賤 贖 など

とりへん（さけのとり / ひよみのとり）
「配」「酵」「醸」など。お酒や発酵に関する字が集まっている。常用漢字数13。なお、「ひよみのとり」とは「日読み」（暦）のための十二支の酉のことで、「鳥」に対しての呼称（鳥偏の字も存在するため）。なお「醜」は鬼が声符であるため、鬼部に含む辞書も見られる。
- 常用漢字： 酌 酎 配 酔 酢 酬 酪 酵 酷 酸 醒 醜 醸
- 主な表外字： 酊 酩 醇 醂 醍 醐 醗 など

しめすへん（ねへん）
「神」「祈」「社」など。神や神事に関する漢字に使われる。常用漢字数 11 。「示」の字から来ており、「祠」や「禊」など、JIS 第二水準の字及び地名で頻用される「祇」は旧字体を用いている。除外「視」→見部。なお、新字体のネは崩し字として古くから用いられていた。
- 常用漢字： 礼 社 祈 祉 祝 神 祖 祥 禍 禅 福
- 主な表外字： 祀 祇 祐 祠 祓 禄 禊 禎 禰 禱 など

たまへん・おうへん
「球」「珍」「環」など。宝石や貴重な物、あるいは球体に関する意味を表す。常用漢字数 10 。偏となったときに点が省かれるが、たまへんと呼ぶのが一般的で、玉部に属する。除外「斑」→文部
- 常用漢字： 玩 珍 珠 班 球 現 理 瑠 璃 環
- 主な表外字： 玖 珂 珊 玲 琉 琢 瑛 瑕 琳 瑚 瑞 瑳 瑣 珈 琲 琥 珀 など

あしへん
「路」「踊」「踏」など。足の動作に関する字を集める。常用漢字数 10 。
- 常用漢字： 距 跡 践 跳 路 踊 踪 踏 蹴 躍
- 主な表外字： 趾 跌 跋 跪 跨 蹂 踵 蹄 蹉 蹟 蹲 躇 躁 躊 躓 躙 など

くるまへん
「輪」「輸」「軸」など。車に関する漢字が集まっている。常用漢字数 10。なお、車とは車輪を指し、当時の車は、戦争用の兵器、馬車などで牽引する荷車のことである。除外「斬」→斤部
- 常用漢字： 軌 軒 転 軟 軽 軸 較 輪 輸 轄
- 主な表外字： 軋 輔 輌 輻 轍 轢 など

しょくへん
「飲」「飯」「飢」など。食べ物や飢えに関する字を表す字で、常用漢字数 10 。常用漢字外及び新たに常用漢字表に追加された2字は字体が旧字体のままであり、画数も異なる。
- 常用漢字： 飢 飲 飯 飼 飾 飽 餓 餌 餅 館
- 主な表外字： 飴 餃 餞 饉 饅 饒 饑 など

ひへん
「焼」「燃」「灯」など。火の性質や状態、火を用いた調理に関する漢字を表す。常用漢字数 9 。なお、「煮」「焦」などのれんが（れっか）も火部に属する。除外「畑」→田部。
- 常用漢字： 灯 炊 炉 焼 煙 煩 燃 燥 爆
- 主な表外字： 灼 炒 炸 烙 焙 煌 煤 煉 煽 熾 燗 燦 燭 燐 燻 燼 爛 など

こめへん
「精」「粗」「糧」など。米や米を用いた食材、料理に関する漢字を表す。常用漢字数 9 。除外「料」→斗部。
- 常用漢字： 粋 粉 粗 粘 粒 粧 精 糖 糧
- 主な表外字： 籾 粕 糀 粽 糊 糠 糟 など

ころもへん
「補」「被」「袖」など。着物に関する意味を表す。常用漢字数 9 。「衣」という字を崩しており、衣部に属し、着物関係の国字も多い。新字体の「しめすへん」と紛れやすい。除外「初」→刀部。
- 常用漢字： 袖 被 補 裕 褐 裾 裸 複 襟
- 主な表外字： 衿 袂 裃 袴 袷 袱 裄 褄 褌 褪 褶 褸 襤など

ゆみへん
「強」「弧」など。弓に関する字を表す。常用漢字数 8 。「弱」は偏に声符が食い込んだ特殊な変則であるが、辞書によってゆみへんに含む。
- 常用漢字： 引 弥 弦 弧 弱 強 張 弾
- 主な表外字： 弘 弛 など

めへん
「眼」「眺」「瞳」など。目の状態、動作に関する字を表す。常用漢字数8。
- 常用漢字： 眠 眼 眺 睡 睦 瞳 瞬 瞭
- 主な表外字： 眈 眩 眸 睨 睫 睛 瞑 瞠 瞞 瞰 瞼 など

うまへん
「駐」「駄」など。馬の性質や特徴、状態に関する文字と、昔は馬が交通の主役であったことから、交通に関する言葉が多い。常用漢字数8。
- 常用漢字： 駅 駆 駄 駒 駐 騎 験 騒
- 主な表外字： 馴 馳 駁 駘 駿 騙 驕 騨 など

ふねへん
「船」「艦」など。船に関する字が集まる。常用漢字数7。
- 常用漢字： 航 般 船 舶 弦 艇 艦
- 主な表外字： 舫 舵 舳 艘 艫 など

にすい
「凍」「凝」「凄」など。常用漢字数 6 。漢字で「二水」と書き、氷の割れる様子を象形化したもの。氷、冷気に関する字を表す。古くから「にすい」は「さんずい」の字と紛れやすく、過去から誤用が多く見られ、意が混同されている字も多い。除外「次」→欠部。
- 常用漢字： 冷 冶 准 凄 凍 凝
- 主な表外字： 冴 冽 凋 凌 凛 など

やまへん
「岬」「峰」など。山に関する字が集まる。常用漢字数6。「峠」など国字がかなり多い。
- 常用漢字： 岐 岬 峡 峠 峰 崎
- 主な表外字： 峙 峻 嵯 峨 嶋 嶼 など

かたへん・ほうへん
「旅」「旗」など。部首部分に加え、右上の部分も同じである。これは棚引く旗を象形化した字（エン）を元にしたものであり、旗に関する言葉が集まる。なお、片偏という部首もあるので、紛らわしさを防ぐため、ほうへんとも呼ぶ。除外「放」→攴部
- 常用漢字： 施 旅 旋 族 旗
- 主な表外字： 於 旛など

がつへん・かばねへん・いちたへん
「死」「残」など。屍に関する意味を表す。なお、「死」は偏としては特殊な例で、垂のような配置をしている。除外「列」→刀部
- 常用漢字： 死 残 殊 殉 殖
- 主な表外字： 殆 殪 殲 など

うしへん
「特」「物」など。ウシに関する意味を表す。
- 常用漢字： 物 牧 牲 特 犠
- 主な表外字： 牝 牡 牴 牾 など

はばへん・きんべん
「帳」「帆」など。布、反物に関する字を表す偏。なお、「巾」は布のことを指し、「はば」と呼ぶのは慣用的なものである。
- 常用漢字： 帆 帳 幅 帽
- 主な表外字： 帖 幀 幌 幟 幡 など

むしへん
「蚊」「虹」など。虫に関する字を表す。常用漢字で4つだが、うおへんと同様、字数は多い。蜻蛉、蜘蛛、蟷螂など 2 つの字を組み合わせる熟字訓が多い。また、虫の他、貝類などの軟体生物、爬虫類、両生類、節足動物も主に「むしへん」で表される。
- 常用漢字： 虹 蚊 蛇 蜂
- 主な表外字： 虻 蛆 蛙 蛤 蛭 蛾 蜆 蛸 蛹 蜩 蝦 蝮 螺 蝉 蠍 蟻 蠅 蝋 など
- 主な熟字訓： 蜻蛉（とんぼ）、蜘蛛（くも）、蝙蝠（こうもり）、蟷螂（かまきり）、蟋蟀（こおろぎ）、蜥蜴（とかげ）、飛蝗（ばった）、蝸牛（かたつむり）、牡蠣（かき）など

たへん
「町」「畔」など。田に関する字を表す。全国の地名では独特の字も見られる。
- 常用漢字： 町 畔 略
- 主な表外字： 畦 疇 など

こへん
「孫」「孤」など。子供に関する字を表すが、字数は少ない。
- 常用漢字： 孔 孤 孫
- 主な表外字： 孜 など

やへん
「短」「知」など。矢に関する意味を表す。
- 常用漢字： 知 短 矯
- 主な表外字： 矩 矮 など

うおへん・さかなへん
「鯨」「鰹」「鮭」など魚介類や水棲生物に対する名称、あるいは魚の体格、特徴などを表す字を集める。常用漢字ではわずかに2 つだが、「鮭」「鯉」「鱗」など日常で一般に用いられる字はかなり多く、全部で 600 以上存在する。
- 常用漢字： 鮮 鯨
- 主な表外字： 鮎 鮒 鮪 鮭 鮫 鮨 鯉 鯖 鯛 鯰 鰐 鰓 鰆 鰈 鰊 鰯 鰭 鰤 鰹 鱈 鰺 鰻 鱒 鱗 など

かくへん・つのへん
「解」「触」など。角の加工品などに対して、漢字が作られた。
- 常用漢字： 解 触
- 主な表外字： 觴 斛 など

みみへん
「聴」「職」など。耳、耳の動作に関する字を表す。除外「取」→又部。除外「恥」→心部。
- 常用漢字： 聴 職
- 主な表外字： 耽 聘 聢 聡 聯 など

つきへん
「服」「朕」「朧」など。肉体を表すにくづきとは区別され、にくづきに含まれないものを包含する。除外「勝」→力部、「謄」→言部、「豚」→豕部、「騰」→馬部
- 常用漢字： 服 朕
- 主な表外字： 朋 朦 朧 など

すきへん（らいすき）
「耕」など。すきとは大型の農具で、農耕に関する意味を表す。
- 常用漢字： 耕 耗
- 表外字： 耘 など

ほねへん（こつへん）
「髄」「骸」など。骨に関する意味を表す。常用漢字は1つだけだったが、「骸」が新たに加わった。
- 常用漢字： 骸 髄
- 表外字： 骰 髑 髏 など

かわへん（かくのかわ）
「靴」「鞄」など。皮革製品に関する字が集まるが、常用漢字は「靴」のみ（親字を含まず）。かくのかわは皮部（ひのかわ・けがわ）に対する呼称。
- 常用漢字： 靴
- 主な表外字： 靫 靱 鞄 鞋 鞍 鞘 鞣 鞭 など

かたへん
「版」「牌」など。木片に関する意味を表す。
- 常用漢字： 版
- 表外字： 牌 牒 など

たつへん
「端」「竦」など。立つ動作に関する意味を表す。
- 常用漢字： 端
- 主な表外字： 站 竣 竦 靖 など

はへん
「齢」など。新字体では12画、旧字体では 15 画であり、一般的な偏では最も画数が多い。
- 常用漢字： 齢
- 表外字： 齣 齟 齬 齷 齪 齲 など

のごめへん
「釈」など。「釆」は手でより分ける意味を持つが、字数は非常に少ない。
- 常用漢字： 釈
- 表外字： 釉 など

むじなへん
「豹」「貌」など。ムジナ、体つきに関する字を表す。常用漢字は存在しなかったが、「貌」が新たに追加された。
- 常用漢字： 貌
- 表外字： 豹 貘 など

みへん
「躾」「躯」など。身体に関する字を表す。常用漢字は存在しない（「射」は寸部に属す）。
- 表外字： 躯 躱 躾 など

しろへん
「的」「皓」など。白い色や明るさに関する意味を表し、色を表す部首としては「くろへん」と並んで字数が多いものの、偏としてあまり認知されていない。
- 常用漢字 ： 的
- 表外字： 皓 など

くろへん
「黙」など。黒い色や暗さに関する意味を表し、色を表す部首としては「しろへん」と並んで字数が多い。「黙」は元々「默」であり、書きやすさのために現在の字体に変更された。
- 常用漢字： 黙
- 表外字： 黯 など

その他の偏
- たくみへん（こうへん）：「巧」など。字数は極めて少ない。
- さとへん：低学年向け漢字辞典などにも表記例があるが、字は「野」のみであり、一般に里部は脚の形を取る。
- おとへん：「韻」など。音に関する意味を表すが字数は少ない。
- あかへん：「赦」「赫」など。赤、怒りに関する意味を表す。
- あおへん：「静」など。青色や、すみきっていることに関する意味を表す。字数は至って少ない。
- しおへん（ろ・しお）：「鹸」「鹹」など。塩辛さに関する意味を表す（表記は『現代標準漢和辞典』ならびに『漢字源』より）。
- ひつじへん：「羚」など。ヒツジに関する意味を表す。
- まめへん：「豌」など。マメ類に関する意味を表す。
- いたるへん：「致」など。歩く、目的地に到着するという意味を表す。
- たにへん：「谺」など。谷や険しい地形に関する意味を表す。
- しかへん：「麒」「麟」など。シカやその仲間に関する意味を表す。
- ほとぎへん：「罅」など。器に関する意味を表す。
- しょうへん：「牆」など。「将（將）」は寸の部に属する。
- ほこへん：「矜」など。常用漢字の「務」は力の部に属する。
- なめしがわ：「韜」など。なめしがわとははかくのかわ（革）に対する読み。
- むぎへん：「麭」など。麦や穀類を原料とした食品に関する意味を表す。一般には「麺」「麩」などのばくにょうが知られるが、全体では偏を構成する字が多い。
- はなへん：「鼾」など。鼻に関する字を集める。
- おもて：「靦」など。顏や表情に関する字を集める。
- したへん：「舐」など。舌に関する字を集める。
- くび：「馘」など。首に関する字を集めるが、字数は至って少ない。
- かわら：「瓱」「瓩」「瓲」など。度量衡単位の国字のみで、一般的に瓦部は旁や脚を構成する。
- しん（じん）：「臨」「臥」など。
- とりへん：「鴃」など。鳥は旁が一般的であるが、偏となる字も100字以上存在する。
- ちへん：「衄」など。
- ねずみへん：「鼬」など。台湾・香港での字体は繞のように右下部から巻き込むが、日本では不明確。右下部から巻き込む形をとるフォントが多いが、ねずみへんと呼んでいる。
- いのこへん：「豬」など。ブタに関する字を集める。字数は100を超える。
- ふつへん：「黻」など。ふつは「黻」の読みにちなむ。
- かおり（じん）：「馥」など。
- れきのかなえ：鼎部に対する呼び名。「融」は虫部に属する。
- きび：「黐」など。
- ながい ：「肆」の左半分は長を親字とした偏となる（但し、肆は聿部に属する）。一般的な字は存在しないが、大漢和辞典などには100字以上の収載がある。
- きいろ：少数ながら、黄を偏とした字が存在する。

- やくへん：最多画数の偏。

他に色偏などがある。